# Sân bay Catania-Fontanarossa
Sân bay Catania-Fontanarossa (tiếng Ý: Aeroporto di Catania-Fontanarossa) (IATA: CTA, ICAO: LICC) là một sân bay nằm 5 km về phía nam của Catania, thành phố lớn thứ hai của đảo Sicilia thuộc Italia. 
Đây là sân bay bận rộn nhất ở Sicilia và tấp nập thứ 5 ở Italia với 6.083.735 lượt khách trong năm 2007, nhưng tính về lượng khách nội địa thì xếp thứ 3, sau Sân bay Leonardo da Vinci và Sân bay Linate.
Để đáp ứng lượng khách gia tăng, một nhà ga mới với 20 cửa và 6 cầu dẫn khách đã được xây dựng và khai trương ngày 8 tháng 5 năm 2007 thay thế nhà ga cũ.

## Các hãng hàng không và các tuyến điểm
- Air Italia (Naples)
- Air Malta (Casablanca, Geneva, London-Gatwick, Malta, Munich)
- Alitalia (Milan-Linate, Milan-Malpensa, Rome-Fiumicino)
- Alitalia Express (Milan-Linate)
- BluExpress (Rome-Fiumicino, Nice)
- British Airways (London-Gatwick)
- Brussels Airlines (Brussels)
- easyJet (Milan-Malpensa)
- Finnair
- Helvetic Airways (Zurich)
- Jetairfly
- Lufthansa (Munich)
- Meridiana (Bologna, Florence, Milan-Linate, Olbia, Paris-Charles de Gaulle, Turin, Verona)
- MyAir (Bologna, Bucharest-Băneasa, Milan-Malpensa, Milan-Orio Al Serio, Venice)
- Thomsonfly (London-Gatwick, Manchester)
- transavia.com (Amsterdam, Paris-Orly)
- TUIfly (Cologne/Bonn, Düsseldorf, Frankfurt, Hamburg, Hannover, Munich, Stuttgart)
- XL Airways France (Paris-Charles de Gaulle)

## Lịch sử
Sân bay Catania có lịch sử từ năm 1924, khi đây là sân bay đầu tiên của khu vực. Tuy nhiên, vào thập niên 1940, do yêu cầu về diện tích nên sân bay mới lớn hơn được khai trương năm 1950. Năm 1981, sân bay này lại được nâng cấp. Năm 2007, sân bay này lại được nâng cấp thêm một lần nữa.